# ナッフィールド・オックスフォード タクシー
ナッフィールド・オックスフォード タクシー（Nuffield Oxford Taxi、しばしばWolseley Oxford Taxiとも）は、第二次世界大戦後のロンドンのタクシー車両を規定したロンドン警視庁のタクシー車両適合条件 (Conditions of Fitness) に合致するように設計されて、初めてイギリス市場に導入された新しいタクシーである。

## 王室結婚式
オックスフォードは1947年の商用車展示会 (Commercial Motor Exhibition) で披露され、同年11月に行われたエリザベス王女とフィリップ・マウントバッテン（現在のエリザベス2世とエディンバラ公フィリップ）の結婚式への参列者の移動に一群の真新しいオックスフォード タクシーが使用された。

## 設計
モーリス・コマーシャル社 (Morris-Commercial) で設計された登録番号「EOM 844」を付けた試作車は1940年に製造され、ロンドンのウエストボーン・グローブ (Westbourne Grove) にあったジョーンズ・ブラザーズ (Jones Brothers) 製ランドーレット型ボディが架装されていた。この車は第二次世界大戦中に30万マイル (480,000 km) に渡る試験走行を記録した。

### 新しい車両適合条件
第二次世界大戦後のタクシー車両適合条件の変更によりランドーレット型ボディが禁止され、量産車では固定式の屋根を持つ木骨をプレス鋼板で覆ったボディが架装された。この運転席横に開放式荷物置き場を備えるリムジン型のボディ形式は、それ以前の全てのロンドン・タクシーと同じ様式の特徴を持っていた。この車は1919年以来ウーズレー社の拠点であった歴史あるバーミンガムのワード・エンド (Ward End) の工場で生産される予定で設計された最後の新型車であった。

### 諸元
エンジンは、第二次世界大戦前のモーリス車やMG車に使用されていた産業用エンジンを基にしたドライサンプ式の1,802cc L4 OHVを搭載していた。変速機は2、3速とトップにシンクロメッシュを備えた4速マニュアルトランスミッションに近代化されていたが、サスペンションは前後輪とも縦置きリーフ式車軸懸架、ブレーキはロッド操作式の機械式ブレーキ、差動装置はウォームギヤ方式と、戦前以来の伝統的なレイアウトを踏襲していた。4ドアのハイヤー用モデルも生産された。

## 製造と納車

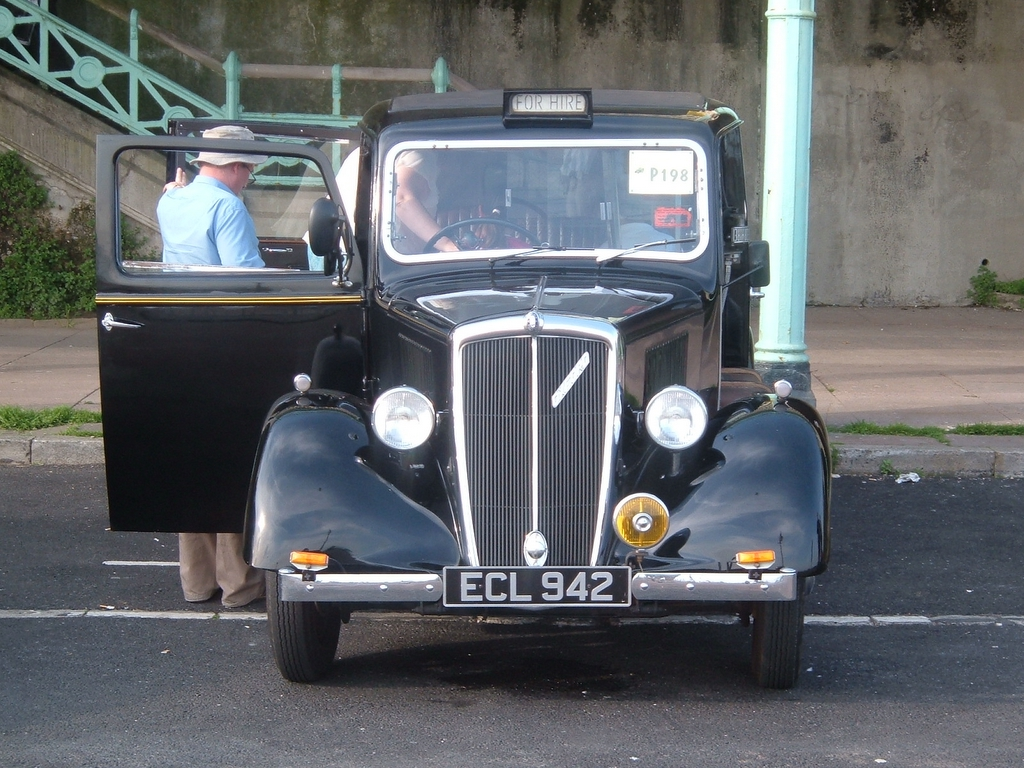
この1950年製の車は「モーリス」として登録されている。

生産は1948年にナッフィールド社のアダーリー・パーク (Adderley Park) 工場に移され、1953年まで続けられた。その前年にナッフィールド社はオースチン社と合併してブリティッシュ・モーター・コーポレーションとなり、レオナルド・ロード (Leonard Lord) に率いられた新しい経営陣は1948年に発売されたオースチン・FX3の方を支持してオックスフォードを打ち切った。ベアードモア・モーターズ (Beardmore Motors) はもう1車種あった自社製タクシー車両の生産を続けた。

### 生産
全てのモデル合計で1,926台が生産された。
|             | ワード・エンド |  |             | アダーリー・パーク |
| ----------- | -------------- |  | ----------- | ------------------ |
| 1947年      | 362台          |  | 1949-1950年 | 323台              |
| 1947-1948年 | 331台          |  | 1950-1951年 | 382台              |
| 1948-1949年 | 234台          |  | 1951-1952年 | 44台               |
|             |                |  | 1952-1953年 | 66台               |

納車、販売と保守はヘンドン (Hendon) のベアードモア・モーターズが行った。かつてウィリアム・ベアードモア & Co. (William Beardmore and Company) の一部門であった同社は、1919年以来のタクシー車両メーカーであったが、第二次世界大戦が始まる前に最後のモデルの生産を中止していた。

## 改良
前モデルの細部を改良した3つのモデルが生産された。1947年からのシリーズIはアーティラリー・ホイール (artillery wheel) を、1949年に登場したシリーズIIはプレス鋼製ホイールを装着していた。1950年からのシリーズIIIでは6ライト・ボディとなったが、もちろん開放式荷物置き場にはドアも窓も無かった。

## ウーズレー
註：オックスフォードはワード・エンドにあるウーズレー社の工場で生産されることを念頭に設計され、最初はそこで生産されたためにウーズレーの車であると考えられている。しかし、製造者名は「DVLA」と認定されており、道路使用税ステッカー (Road Fund Licence disc) と車両登録証 (V5 registration document) には「Nuffield」と記載されている。